# Erythrometra rostrata
Erythrometra rostrata är en sjöliljeart som beskrevs av A.M. Clark 1966. Erythrometra rostrata ingår i släktet Erythrometra och familjen fjäderhårstjärnor. Inga underarter finns listade i Catalogue of Life.